# 7 декември
7 декември е 341-вият ден в годината според григорианския календар (342-ри през високосна). Остават 24 дни до края на годината.

## Събития
- 1732 г. – Кралската опера в Лондон отваря врати.
- 1787 г. – Делауър става първият американски щат, ратифицирал Конституция на САЩ.

- 1815 г. – Френският маршал Мишел Ней е разстрелян, след като е обвинен в държавна измяна от реставрационното правителство на Бурбоните на Луи XVIII за подкрепата, която оказва на Наполеон Бонапарт по време на неговите Сто дни.
- 1920 г. – Започва строителството на японския самолетоносач „Акаги“.
- 1941 г. – Втората световна война: Японският имперски флот провежда нападение над Пърл Харбър, в резултат на което САЩ обявява война на Япония.
- 1949 г. – Китайска гражданска война: Правителството на Република Китай се премества от Нанкин в Тайпе.
- 1958 г. – Официално е открита първата отсечка на Автомагистрала А1 в Италия, която свързва Милано с Парма.
- 1965 г. – Папа Павел VI и Патриарх Атинагор едновременно отменят взаимните анатеми, наложени от 1054 г.
- 1972 г. – Изстреляна е последната лунна пилотирана мисия на Аполо – Аполо 17. Докато напуска Земята, екипажът прави снимка, известна като Синьото топче.
- 1975 г. – Индонезия напада Източен Тимор.
- 1982 г. – Извършена е първата екзекуция в САЩ чрез смъртоносна инжекция в Тексас.
- 1986 г. – Стражишкото земетресение с магнитуд 5.7 по Скалата на Рихтер, в 16:17 ч. Разрушителното земетресение преобръща живота на жителите на града и околните села, като събаря 80% от сградите. От труса загиват трима души, 80 са ранените. Хиляди семейства са принудени да живеят във фургони с години. Епицентърът е в района на град Стражица, около село Асеново, дълбочината на труса е на 13 километра. На 7.12.2010 г. върху сградата на бившото АПК, по част от която са запазени следи от бедствието, е поставен накривен часовник със стрелки, които са спрени на 16:17 часа, за да припомня на хората за трагичната съдба, която сполетява населението тогава.
- 1987 г. – Самолетът при полет 1771 на „Пасифик Саутуест Еърлайнс“ се разбива близо до Пасо Роблес, Калифорния, и убива всички 43 души на борда. Инцидентът се случва, след като недоволен пътник застрелва бившия си шеф, който пътува в полета, след което застрелва и двамата пилоти и насочва самолета към земята.
- 1988 г. – Арменското земетресение с магнитуд 6.8 по Скалата на Рихтер убива близо 25 000 души; ранените са 15 000, а 400 000 души остават без дом.
- 1988 г. – Ясер Арафат признава правото на Израел да съществува като държава.
- 1989 г. – В третата и последна част от знаменитата боксова трилогия Шугър Рей Ленърд и Роберто Дуран се бият в Лас Вегас; Ленърд запазва световната си титла в супер средна категория на Световния боксов съвет (WBC) след 12-ия рунд.
- 1989 г. – България: основаване на коалицията Съюз на демократичните сили.
- 1989 г. – Полският Сейм приема амнистия за политическите затворници.
- 1995 г. – Космическият апарат Галилео влиза в орбита около Юпитер, шест месеца след като е изстрелян от космическата совалка Атлантис.
- 2004 г. – Хамид Карзай полага клетва като президент на Афганистан.
- 2004 г. – Джон Куфур е преизбран за президент на Гана.
- 2006 г. – 18 души загиват и 12 са ранени при една от най-големите пътни катастрофи в България – между градски автобус и ТИР край Бяла.

## Родени
- 521 г. – Свети Колумба, ирландски християнски мисионер в Шотландия († 597 г.)
- 1431 г. – Влад Цепеш, владетел на Трансилвания, първообраз на Дракула († 1476 г.)
- 1598 г. – Джовани Лоренцо Бернини, италиански скулптор и архитект († 1680 г.)
- 1637 г. – Бернардо Паскини, италиански композитор († 1710 г.)
- 1731 г. – Абрахам Хиацинт Анкетил-Дюперон, френски ориенталист († 1805 г.)
- 1782 г. – Николаус Опел, германски зоолог († 1820 г.)
- 1784 г. – Алън Кънингам, шотландски поет († 1842 г.)
- 1801 г. – Йохан Нестрой, австрийски драматург († 1862 г.)
- 1810 г. – Теодор Шван, германски биолог († 1882 г.)
- 1823 г. – Леополд Кронекер, германски математик († 1891 г.)
- 1847 г. – Джордж Гросмит, английски актьор († 1912 г.)
- 1860 г. – Джоузеф Кук, министър-председател на Австралия († 1947 г.)
- 1863 г. – Пиетро Маскани, италиански композитор († 1945 г.)
- 1863 г. – Ричард Сиърс, американски бизнесмен († 1914 г.)
- 1869 г. – Стефан Славчев, български военен деец († 1965 г.)
- 1873 г. – Уила Катър, американска писателка († 1947 г.)
- 1879 г. – Рудолф Фримъл, американски композитор и пианист († 1972 г.)
- 1882 г. – Георги Райчев, български писател († 1947 г.)
- 1887 г. – Ернст Тох, австрийски композитор († 1964 г.)
- 1888 г. – Джойс Кери, ирландски писател († 1957 г.)
- 1889 г. – Габриел Марсел, френски философ († 1973 г.)
- 1890 г. – Александър Бакулев, руски лекар († 1967 г.)
- 1904 г. – Константин Соколски, руски певец († 1991 г.)
- 1905 г. – Герард Куйпер, холандски и американски астроном († 1973 г.)
- 1906 г. – Доситей, глава на МПЦ († 1981 г.)
- 1907 г. – Юрий Тошев, български шахматист († 1975 г.)
- 1909 г. – Никола Вапцаров, български поет († 1942 г.)
- 1910 г. – Луи Прима, американски певец, актьор и тромпетист († 1978 г.)
- 1911 г. – Беньо Тотев, български професор, композитор, диригент и учител († 1987 г.)
- 1912 г. – Даниъл Джоунс, уелски класически композитор († 1993 г.)
- 1915 г. – Илай Уолък, американски актьор († 2014 г.)
- 1924 г. – Марио Соареш, президент на Португалия († 2017 г.)
- 1928 г. – Никола Корабов, български режисьор († 2016 г.)
- 1928 г. – Ноам Чомски, американски лингвист и политически писател
- 1932 г. – Елън Бърстин, американска актриса
- 1943 г. – Сюзан Айзъкс, американска авторка и сценаристка
- 1947 г. – Оливер Драгоевич, хърватски певец и музикант († 2018 г.)
- 1948 г. – Гертруд Лойтенегер, швейцарска писателка († 2025 г.)
- 1949 г. – Том Уейтс, американски композитор, певец, музикант и актьор
- 1954 г. – Румяна Коцева, българска певица
- 1956 г. – Лари Бърд, американски баскетболист
- 1962 г. – Петър Александров, български футболист
- 1966 г. – Томас Хауъл, американски актьор
- 1971 г. – Владимир Акопян, арменски шахматист
- 1971 г. – Чейси Лейн, американска актриса
- 1972 г. – Христо Христов, български футболист
- 1973 г. – Азиз Таш, български поет и преводач
- 1977 г. – Костадин Стойков, български волейболист
- 1980 г. – Джон Тери, английски футболист
- 1983 г. – Нинко Кирилов, български писател
- 1984 г. – Роберт Кубица, полски пилот от Формула 1
- 1986 г. – Антония Григорова-Бургова, българска състезателка по ски бягане
- 1990 г. – Славена Точева, български политик и икономист

## Починали
- 43 пр.н.е. – Цицерон, древноримски политик (* 106 пр.н.е.)
- 283 г. – Евтихий, римски папа (* ? г.)
- 1815 г. – Мишел Ней, френски маршал (* 1769 г.)
- 1879 г. – Йоун Сиюрдсон, исландски политик (* 1811 г.)
- 1902 г. – Томас Наст, германски аниматор (* 1840 г.)
- 1906 г. – Ели Дюкомен, швейцарски журналист, Нобелов лауреат (* 1833 г.)
- 1920 г. – Станка Николица-Спасо-Еленина, българска поетеса и преводачка (* 1835 г.)
- 1937 г. – Антон Страшимиров, български писател (* 1872 г.)
- 1944 г. – Мишо Хаджийски, български писател (* 1916 г.)
- 1947 г. – Никълъс Мъри Бътлър, американски университетски президент, Нобелов лауреат (* 1862 г.)
- 1956 г. – Решат Нури, турски писател (* 1889 г.)
- 1964 г. – Николай Аничков, руски патоморфолог (* 1885 г.)
- 1970 г. – Руб Голдбърг, американски аниматор (* 1889 г.)
- 1973 г. – Макс Хоркхаймер, германски социолог (* 1895 г.)
- 1975 г. – Торнтън Уайлдър, американски драматург (* 1897 г.)
- 1979 г. – Николас Борн, немски писател (* 1937 г.)
- 1985 г. – Робърт Грейвс, английски учен (* 1895 г.)
- 1988 г. – Мирон Иванов, български сценарист (* 1931 г.)
- 1990 г. – Хорст Бинек, немски писател (* 1930 г.)
- 1990 г. – Джоан Бенет, американска актриса (* 1910 г.)
- 1992 г. – Георги Пирински-старши, български политик (* 1901 г.)
- 1993 г. – Блаже Конески, македонски писател (* 1921 г.)
- 1993 г. – Волфганг Паул, германски физик, Нобелов лауреат (* 1913 г.)
- 1993 г. – Феликс Уфуе Боани, 1-ви президент на Кот д'Ивоар (* 1905 г.)
- 1996 г. – Михаил Пенчев, български режисьор (* 1926 г.)
- 1999 г. – Димитър Стоянов, български политик (* 1928 г.)
- 2002 г. – Илия Темков, български диригент (* 1923 г.)
- 2006 г. – Любен Беров, министър-председател на България (* 1925 г.)
- 2008 г. – Иван Росенов, български режисьор (* 1951 г.)
- 2014 г. – Манго, италиански певец (* 1954 г.)

## Празници
- ООН – Международен ден на гражданската авиация
- Армения – Ден на памет за жертвите от земетресението (1988 г.)
- Колумбия – Ден на свещите (Día de las Velitas) – начало на коледните празници, посветен на непорочното зачатие на Дева Мария
- САЩ – Ден на възпоменанието (Пърл Харбър, 1941 г.)